# Judith Oehri
Judith Oehri (* 21. Mai 1968 in Eschen) ist eine liechtensteinische Politikerin und war von 2013 bis 2017 Abgeordnete im liechtensteinischen Landtag.

## Biografie
Oehri absolvierte eine kaufmännische Banklehre, sowie danach eine Weiterbildung zur Betriebswirtschafterin HF. 2009 schloss sie ein Psychologiestudium an der Zürcher Hochschule für Angewandte Wissenschaften ab. Sie arbeitete als selbstständige Berufs- und Laufbahnberaterin in Ruggell. Sie ist auch die Inhaberin und Geschäftsführerin der Politikakademie (Förderverein für Angewandte Politik), welche sie im Jahr 2016 gemeinsam mit Gabriela Eberle und Ingrid Hasler gründete.
2011 wurde sie für die Vaterländische Union (VU) in den Gemeinderat von Ruggell gewählt. Im Februar 2013 wurde Oehri für ihre Partei in den Landtag des Fürstentums Liechtenstein gewählt. Als Abgeordnete war sie Mitglied in der liechtensteinischen Delegation im Europarat, sowie Stellvertreterin in der liechtensteinischen Delegation bei der Organisation für Sicherheit und Zusammenarbeit in Europa (OSZE). 2015 verzichtete sie auf eine erneute Kandidatur bei den Gemeinderatswahlen und schied damit aus dem Gemeinderat von Ruggell aus. Bei der Landtagswahl 2017 verzichtete sie ebenfalls auf eine erneute Kandidatur. Nach ihrem Ausscheiden aus dem Landtag begann Oehri sich ein zweites berufliches Standbein in Spanien aufzubauen. Im 2020 übernahm sie die Geschäftsführung des Vereins Zeitvorsorge Liechtenstein und baute das Projekt Zeitpolster auf. Seit 2021 ist sie Mitglied des Europäischen Komitees zur Verhütung von Folter und unmenschlicher oder erniedrigender Behandlung oder Strafe (CPT)
Oehri ist verheiratet.